# Giuseppe Sanfelice
Pour les articles homonymes, voir Sanfelice.
Giuseppe Sanfelice di Monteforte, né le 26 juin 1983 à Rome, est un acteur italien.

## Biographie
En 2001; il joue dans le film de Nanni Moretti La Chambre du fils. Il interprète le rôle d'Andrea, fils cadet du couple formé à l'écran par Moretti et Laura Morante. L'actrice Jasmine Trinca joue quant à elle la grande sœur. Le film est présenté lors du Festival de Cannes 2001 et remporte la Palme d'or.
En 2016, il fait un caméo dans la série The Young Pope qui met en scène Jude Law et Diane Keaton, ainsi que Silvio Orlando, qu'il retrouve après La Chambre du fils.

## Filmographie
- 1999 : Comme toi (Come te nessuno mai) de Gabriele Muccino : Ponzi
- 2001 : La Chambre du fils (La stanza del figlio) de Nanni Moretti : Andrea
- 2004 : Che ne sarà di noi de Giovanni Veronesi : Paolo
- 2005 : Natale a Miami de Neri Parenti : Lorenzo
- 2013 : AmeriQua de Marco Bellone et Giovanni Consonni : Il Pisa
- 2016 : The Young Pope de Paolo Sorrentino : reporter à la conférence de presse